# みんなでうた
ここでは、tvkで放送されているバラエティ仕立ての音楽番組『saku saku』の人気コーナー「みんなでうた」「みんなでうたおう」「みんなでうたおうぜっ!」「みんなでうたおうZ」で歌われた曲について触れる。
なお、おんまちベストコレクション「好きです・かわさき」のCDには、sakusakuで唯一CD音源化された曲、「川崎区のうた〜川崎7区アンソロジー」が収録されている。

## 神奈川県内
市町村は五十音順、政令指定都市である横浜・川崎・相模原市内は区の五十音順。2005年3月18日、「山北のうた」の放送をもって、神奈川県全市町村を制覇した。
- 神奈川のうた（県内ぐるり一周記念ソング） - 神奈川県

### 横浜市内
- 偽ハマっ子ブルース - 横浜市
  - あざみ野のうた - 横浜市青葉区
  - たまプラーザのうた - 横浜市青葉区
  - 市ヶ尾のうた - 横浜市青葉区

曲のタイトルは、町名の「市ヶ尾」としている。駅名は「市が尾駅」である
  - 二俣川のうた - 横浜市旭区
  - 鶴ヶ峰のうた - 横浜市旭区
  - 下飯田とゆめが丘のうた - 横浜市泉区
  - 大口のうた - 横浜市神奈川区
  - 反町のうた - 横浜市神奈川区
  - 羽沢のうた - 横浜市神奈川区 ※白井ヴィンセントが降板する直前に作られた曲で、当時のメンバー全員による合唱形式の曲になっている
  - 新羽のうた - 横浜市港北区
  - 小机のうた - 横浜市港北区
  - 妙蓮寺のうた - 横浜市港北区
  - 菊名のうた - 横浜市港北区
  - 新横浜のうた - 横浜市港北区
  - 高田のうた - 横浜市港北区
  - 大倉山のうた - 横浜市港北区
  - 綱島のうた - 横浜市港北区
  - 生麦のうた - 横浜市鶴見区
  - 矢向のうた - 横浜市鶴見区
  - 鶴見のうた - 横浜市鶴見区 ※トミタ栞も演奏に参加
  - 舞岡のうた - 横浜市戸塚区
  - 山手のうた - 横浜市中区
  - 本牧のうた - 横浜市中区
  - 和田町ブギウギ - 横浜市保土ケ谷区
  - 上星川のうた - 横浜市保土ケ谷区 ※ゲッシー/DCとして披露
  - 長津田のうた - 横浜市緑区
  - 鴨居のうた - 横浜市緑区…十日市場､成瀬のうたの前編
  - 十日市場のうた - 横浜市緑区…鴨居の続編､成瀬の前編
  - 中山のうた - 横浜市緑区

#### 横浜18区アンソロジー〜それ行け!ハマっ子!怒涛の18曲!〜
2006年2月頃ONAIR
- 横浜18区アンソロジー（1）神奈川区のうた - 横浜市神奈川区
- 横浜18区アンソロジー（2）磯子区のうた - 横浜市磯子区
- 横浜18区アンソロジー（3）瀬谷区のうた - 横浜市瀬谷区
- 横浜18区アンソロジー（4）戸塚区のうた - 横浜市戸塚区 ※1
- 横浜18区アンソロジー（5）保土ヶ谷区のうた - 横浜市保土ケ谷区
- 横浜18区アンソロジー（6）青葉区のうた - 横浜市青葉区
- 横浜18区アンソロジー（7）港南区のうた - 横浜市港南区
- 横浜18区アンソロジー（8）緑区のうた - 横浜市緑区
- 横浜18区アンソロジー（9）都筑区のうた - 横浜市都筑区
- 横浜18区アンソロジー（10）南区のうた - 横浜市南区
- 横浜18区アンソロジー（11）鶴見区のうた - 横浜市鶴見区
- 横浜18区アンソロジー（12）金沢区のうた - 横浜市金沢区
- 横浜18区アンソロジー（13）泉区のうた - 横浜市泉区
- 横浜18区アンソロジー（14）港北区のうた - 横浜市港北区…アンソロジー内の投票でトップ
- 横浜18区アンソロジー（15）栄区のうた - 横浜市栄区
- 横浜18区アンソロジー（16）西区のうた - 横浜市西区…2006年度みんなでうたおうZ大賞曲、唯一カラオケがある楽曲
- 横浜18区アンソロジー（17）旭区のうた - 横浜市旭区
- 横浜18区アンソロジー（18）中区のうた - 横浜市中区
- 横浜18区アンソロジー〜それ行け!ハマっ子!怒涛の18曲!〜祝コンプリート! ほか

※1 なお「戸塚区のうた」は、Saku Sakuの本放送でオンエアされたテレビ版の楽曲とDVD（Saku Saku Ver3.0〜新たなる野望）に収録された楽曲では大きく異なっている。
テレビ版はオンエア当時（2006年6月）、同時期に開催されていたサッカーのワールドカップに出場していた日本代表の中村俊輔選手が戸塚区の出身であったことから、その応援歌的なものとして製作されたようで楽曲そのものは戸塚区との関連性は無い。それゆえにDVD版では、他の区と同様にその土地の名所をテーマにした楽曲（JR戸塚駅の有名な“開かずの踏切”をテーマにした楽曲となっている）へ差し替えられている。

### 川崎市内
- 川崎の女 - 川崎市
- 川崎の女（ヴァージョンアップVer.） - 川崎市
  - 八丁畷のうた - 川崎市川崎区 …2012年度みんなでうたおうZ大賞曲。トミタ栞がボーカルをつとめる
  - 新川崎と鹿島田のうた - 川崎市幸区
  - 宿河原のうた - 川崎市多摩区
  - 武蔵小杉のうた - 川崎市中原区
  - 武蔵新城のうた - 川崎市中原区 ※結果的に、ゲッシー/DCとして披露された最後の曲となった
  - 鷺沼のうた - 川崎市宮前区

#### 立てよ! 川崎市民! 川崎7区アンソロジー
2008年1月15 - 18日ONAIR
- 川崎区のうた〜川崎7区アンソロジー（1）〜 - 川崎市川崎区。同市に関連する曲を集めた、おんまちベストコレクション「好きです・かわさき」のCDに収録
- 宮前区のうた〜川崎7区アンソロジー（2）〜 - 川崎市宮前区
- 高津区のうた〜川崎7区アンソロジー（3）〜 - 川崎市高津区
- 麻生区のうた〜川崎7区アンソロジー（4）〜 - 川崎市麻生区
- 中原区のうた〜川崎7区アンソロジー（5）〜 - 川崎市中原区
- 元住吉のうた〜川崎7区アンソロジー特別編〜 - 川崎市中原区元住吉
- 多摩区のうた〜川崎7区アンソロジー（6）〜 - 川崎市多摩区
- 幸区のうた〜川崎7区アンソロジー（7）〜 - 川崎市幸区

### 相模原市内
- 相模原のうた - 相模原市
- 相模原のうたVer.2 - 相模原市
- 相模原のうたVer.3 - 相模原市
- 相模原のうたVer.4 - 相模原市
  - 相模湖のうた - 相模湖町（現：相模原市緑区）
  - 津久井のうた - 津久井町（現：相模原市緑区）
  - 城山のうた - 城山町（現：相模原市緑区）
  - 藤野のうた - 藤野町（現：相模原市緑区）
  - 橋本のうた - 相模原市緑区
  - 古淵と淵野辺と矢部のうた - 相模原市南区・中央区

古渕が南区、淵野辺と矢部が中央区に該当する
  - オダサガのうた 〜小田急相模原のうた〜 - 相模原市南区
  - 東林間のうた - 相模原市南区
  - 原当麻のうた - 相模原市南区
  - 相模大野のうた - 相模原市南区

### その他市町村
- 厚木のうた - 厚木市
- 厚木のうたVer.2 - 厚木市
  - 愛甲石田のうた - 厚木市 / 伊勢原市

愛甲石田駅自体が厚木市と伊勢原市に跨って立地しているため、表記が「厚木市 / 伊勢原市」となっている
- 綾瀬のうた - 綾瀬市
- 綾瀬のうたVer.2 - 綾瀬市
- 伊勢原のうた - 伊勢原市
- 海老名のうた - 海老名市
- 海老名のうた〜ゴイゴイに捧ぐ〜（一部歌詞を替えたもの） - 海老名市
  - かしわ台のうた - 海老名市
- 大磯のうた - 大磯町
- 大井松田のうた - 大井町・松田町
- 大井松田のうたVer.2 - 大井町・松田町
- 小田原のうた - 小田原市
  - 足柄（駅）のうた - 小田原市
  - 国府津のうた - 小田原市
- 県西レンジャーのうた（小田原・湯河原・南足柄のうた） - 小田原市・湯河原町・南足柄市
- 開成のうた - 開成町
- 鎌倉のうた - 鎌倉市
  - 大船のうた - 鎌倉市
- 3つの川のトリロジー（清川・愛川・寒川の歌） - 清川村・愛川町・寒川町
- 座間のうた - 座間市
- 座間のうたVer.2 - 座間市
- 座間のうたVer.3 - 座間市
  - 入谷のうた - 座間市
- 寒川のうた - 寒川町
- 逗子のうた - 逗子市
- 海じゃない茅ヶ崎のうた - 茅ヶ崎市
- 中井のうた - 中井町
- 中井のうたVer.2 - 中井町
- 二宮のうた - 二宮町
- 二宮のうた（エレキ・ギター入り完全版） - 二宮町
- 箱根のうた - 箱根町
- Field of ハダ（秦野のうた） - 秦野市
  - 東海大学前のうた - 秦野市
- 葉山のうた - 葉山町
- 平塚のうた - 平塚市
- 藤沢のうた - 藤沢市
  - 善行団地のうた - 藤沢市
  - 長後のうた - 藤沢市
  - 湘南台のうた - 藤沢市
- 松田のうた - 松田町
- 真鶴のうた - 真鶴町
- 三浦のうた - 三浦市
- 山北のうた - 山北町
- 大和のうた - 大和市
- 大和のうたVer.2 - 大和市
  - 中央林間のうた - 大和市
  - 南林間のうた - 大和市

前述の「東林間のうた」とあわせて2曲メドレー形式
- 湯河原のうた（KISS風） - 湯河原町
- 横須賀のうた - 横須賀市
- 横須賀のうたVer.2 - 横須賀市
- 横須賀のうたVer.3 - 横須賀市
  - YRP野比のうた - 横須賀市
  - 不入斗のうた - 横須賀市 ※読みは「いりやまず」。「いりやまず」という読みを当てるクイズ形式の歌になっている。
  - 汐入のテーマ - 横須賀市

### 屋根の上 10th Anniversary 特別企画 かながわ33市町村のアンソロジー それいけ! 怒濤のうたメドレー!
2010年5月17日 - 7月6日ONAIR
基本的に、今までの曲の曲調や歌詞がかわっただけである。また、初期は1日に2・3曲ずつ、週に2・3回の放送であったが、最後のほうは1日に1曲、週に1回の放送となった。
- かながわ33市町村のアンソロジー（1） 小田原のうた - 小田原市
- かながわ33市町村のアンソロジー（2） 湯河原のうた - 湯河原町
- かながわ33市町村のアンソロジー（3） 南足柄のうた 〜大雄山線のうた〜 - 南足柄市
- かながわ33市町村のアンソロジー（4） 箱根のうた - 箱根町
- かながわ33市町村のアンソロジー（5） 真鶴のうた - 真鶴町
- かながわ33市町村のアンソロジー（6） 開成のうた - 開成町
- かながわ33市町村のアンソロジー（7） 大井のうた - 大井町 ※新曲（過去に 大井松田のうた・松田のうた は存在したが、同町のみのうたは存在していない）
- かながわ33市町村のアンソロジー（8） 松田のうた - 松田町
- かながわ33市町村のアンソロジー（9） 秦野のうた - 秦野市 ※ゲッシー/DCとして披露
- かながわ33市町村のアンソロジー（10） 中井のうた - 中井町
- かながわ33市町村のアンソロジー（11） 山北のうた - 山北町
- かながわ33市町村のアンソロジー（12） 伊勢原のうた - 伊勢原市
- かながわ33市町村のアンソロジー（13） 厚木のうた - 厚木市
- かながわ33市町村のアンソロジー（14） 二宮のうた - 二宮町
- かながわ33市町村のアンソロジー（15） 大磯のうた - 大磯町
- かながわ33市町村のアンソロジー（16） 平塚のうた - 平塚市
- かながわ33市町村のアンソロジー（17）（18）（19） 3つの川のトリロジー（清川村・愛川町・寒川町のうた） - 清川村・愛川町・寒川町
- かながわ33市町村のアンソロジー（20） 相模原のうた - 相模原市
- かながわ33市町村のアンソロジー（21） 座間のうた - 座間市
- かながわ33市町村のアンソロジー（22） 茅ヶ崎のうた - 茅ヶ崎市 ※DVD｢Ver.6.5 Viva!神奈川｣には放送とは違う新曲が収録されている
- かながわ33市町村のアンソロジー（23） 大和のうた - 大和市
- かながわ33市町村のアンソロジー（24） 藤沢のうた - 藤沢市
- かながわ33市町村のアンソロジー（25） 綾瀬のうた - 綾瀬市 ※新曲 また、歌詞に｢リップスライム｣というフレーズがあり、放送ではそのまま表示されたが、DVD｢Ver.6.5 Viva!神奈川｣では｢リップ○○○ム｣と伏字になっている
- かながわ33市町村のアンソロジー（26） 海老名のうた - 海老名市
- かながわ33市町村のアンソロジー（27） 鎌倉のうた - 鎌倉市
- かながわ33市町村のアンソロジー（28） 逗子のうた - 逗子市
- かながわ33市町村のアンソロジー（29） 葉山のうた - 葉山町
- かながわ33市町村のアンソロジー（30） 三浦のうた - 三浦市
- かながわ33市町村のアンソロジー（31） 横須賀のうた - 横須賀市
- かながわ33市町村のアンソロジー（32） 川崎の女 〜川崎のうた〜 - 川崎市
- かながわ33市町村のアンソロジー（33） 偽ハマッ子ブルース 〜横浜のうた〜 - 横浜市
- かながわ33市町村のアンソロジー VIVA!かながわ! 〜神奈川のうた〜

### その他神奈川県関連
- 横浜ベイスターズ応援歌
- 東急ハンズ横浜店のうた - 横浜市西区
- 上山小白組応援歌 - 横浜市緑区
- 大岡川リバーサイド…2009年度みんなでうたおうz大賞曲

2013年4月12日放送では、桜の季節に因んで、歌詞の一部を変えたバージョンが披露されている。タイトルは同じ「大岡川リバーサイド」
- 帷子川リバーサイド
- 中華街のうた - 横浜市中区
- 都筑まもる君のうた - 横浜市都筑区
- 無事カエルの神のうた - 横浜市緑区
- 三ツ池タワーのうた - 横浜市鶴見区

## 神奈川県外
※都道府県の北から南の順。海外、市町村名はtvkで放送当時のもの。

### 北海道・東北地方
- 北海道
  - 札幌のうた - 札幌市
  - 江別のうた - 江別市
  - 旭川のうた - 旭川市
  - 厚岸のうた - 厚岸町 ※作詞は黒幕とサクサカーの共作、PVに使用された写真もそのサクサカーが撮影
- 秋田県
  - 秋田のうた - 秋田県
- 山形県
  - 新庄のうた - 新庄市
  - 酒田のうた - 酒田市
  - 山形のうた - 山形市
- 福島県
  - 南相馬のうた - 南相馬市
  - 福島のうた - 福島市
  - 郡山のうた - 郡山市

### 北関東
- 茨城県
  - つくばのうた - つくば市
  - 取手のうた - 取手市
- 栃木県
  - 宇都宮のうた - 宇都宮市
- 群馬県
  - 群馬のうた - 群馬県

### 埼玉県
- 埼玉県
  - さいたま（市）のうた - さいたま市

白井ヴィンセントが降板する直前の2014年3月7日放送で、リメイク版として「feat.トミタ栞、浪人生つ、カリフォルニア米」で披露された
  - 行田のうた - 行田市
  - 熊谷のうた - 熊谷市
  - 狭山のうた - 狭山市
  - 入間のうた - 入間市
  - 飯能のうた - 飯能市
  - 川越のうた - 川越市
  - 新座のうた - 新座市
  - 所沢のうた - 所沢市
  - 和光のうた - 和光市
  - 朝霞のうた - 朝霞市
  - 戸田のうた - 戸田市
  - 川口のうた - 川口市 ※MCが白井ヴィンセントに代わった後の作品だが、歌詞中に増田ジゴロウについて触れられている箇所がある（もちろん"ジゴ○○" "○○ロウ"と伏字である）
    - 鳩ヶ谷のうた - 鳩ヶ谷市（現：川口市）

  - 三郷のうた - 三郷市
  - 志木のうた - 志木市 ※『チキチキマシン猛レース』とのコラボ
  - 蕨のうた - 蕨市
  - 草加のうた - 草加市
  - 越谷のうた - 越谷市
  - 上尾のうた - 上尾市
  - 春日部のうた - 春日部市
  - 富士見のうた - 富士見市
  - 久喜のうた - 久喜市
  - 蓮田のうた - 蓮田市
  - 加須のうた - 加須市 ※作詞は黒幕とサクサカーの共作
  - 白岡のうた - 白岡町（現：白岡市）
  - 羽生のうた - 羽生市 …2011年度みんなでうたおうz大賞曲
  - 松伏のうた - 松伏町
  - 鴻巣エレジー - 鴻巣市 ※白井ヴィンセントとトミタ栞による演歌デュエットであり、この曲だけ「鴻巣のうた」ではなく「鴻巣エレジー」としている
  - 伊奈のうた - 伊奈町 ※トミタ栞がボーカルをつとめる
  - 日高のうた - 日高市
  - 吉川のうた - 吉川市

### 千葉県
- 千葉県
  - 千葉（市）のうた - 千葉市

白井ヴィンセントが降板する直前の2014年3月14日放送で、リメイク版が披露され、映像も最初に披露された2006年当時にはなかった新京成電鉄車両の京成千葉線乗り入れなどが入った新たなものになった
  -     - 鎌取のうた - 千葉市緑区

  - 浦安のうた - 浦安市
  - 市川のうた - 市川市
  - 習志野のうた - 習志野市 ※米ックスの要望により、「U.K.ロック」というジャンルの演奏スタイルを模した一曲となり、歌詞中にも「U.K.ロック」が数多く表れた
  - 市原のうた - 市原市
  - 船橋のうた - 船橋市
    - 北習志野のうた - 船橋市 ※「北習志野」だが、駅は習志野市ではなく船橋市にある
    - 飯山満のうた - 船橋市 ※「飯山満」は本来「はさま」と読むが、曲の中では全て「いいやまみつる」と歌われていた

北習志野・飯山満は2曲メドレー形式
  - 流山のうた - 流山市
  - 山武（市）のうた - 山武市
  - 松戸のうた - 松戸市
  - 柏のうた - 柏市
  - 成田のうた - 成田市
  - 木更津のうた - 木更津市
  - 野田のうた - 野田市
  - 佐倉のうた - 佐倉市
  - 富津のうた - 富津市
  - 君津のうた - 君津市
  - 茂原のうた - 茂原市
  - 鎌ヶ谷のうた - 鎌ケ谷市
  - 白井のうた - 白井市 ※読みは「しろいのうた」。白井ヴィンセントは「しらいヴィンセント」と読むので、その対比が歌詞に盛り込まれている。
  - 我孫子のうた - 我孫子市
  - 大網白里のうた - 大網白里町（現：大網白里市）
  - 八千代のうた - 八千代市 ※サクサカー（正確には、チバテレは週1回放送なので「地方妻」）からの依頼はなかったが、八千代市からのお便りが多いとのことで黒幕が八千代市に乗り込み、勝手に作った曲

### 東京都
- 東京都区部
  - 練馬のうた - 練馬区（オーノキヨフミと増田ジゴロウの共同制作で、オーノキヨフミが自身のライブで歌ったこともある）
  - 練馬のうた第二章 - 練馬区（作詞・作曲：オーノキヨフミ&白井ヴィンセント オーノのシングル「新宿西口摩天楼」に収録 ヴィンセントが声変わりする前に歌われた）
  - 中野のうた - 中野区
  - 足立のうた - 足立区
    - 舎人のうた - 足立区

  - 大田（区）のうた - 大田区
  - 大田区のうた（冬の日だまりVer.） - 大田区
    - 矢口渡のうた - 大田区

  - 新宿のうた - 新宿区
  - 板橋のうた - 板橋区
  - 目黒のうた - 目黒区…2007年度みんなでうたおうz大賞曲
  - 杉並のうた - 杉並区
    - 久我山のうた - 杉並区
    - 西荻ブギウギ - 杉並区

  - 北区のうた - 北区
  - 荒川（区）のうた - 荒川区
  - 世田谷のうた - 世田谷区
    - 下北沢のうた - 世田谷区
    - 桜新町のうた - 世田谷区
    - 駒沢大学（駅）のうた - 世田谷区
    - 三軒茶屋のうた - 世田谷区

桜新町・駒沢大学（駅）・三軒茶屋の3曲はメドレー形式で、全てゲッシー/DCとして披露
    - 二子玉川のうた - 世田谷区
    - 九品仏のうた - 世田谷区 ※ゲッシー/DCとして披露

  - 品川のうた - 品川区
    - 西大井のうた - 品川区

  - 江戸川（区）のうた - 江戸川区
  - 葛飾のうた - 葛飾区…『男はつらいよ』の主題歌をアレンジ
  - 文京（区）のうた - 文京区
  - 千代田（区）のうた - 千代田区
  - 港（区）のうた - 港区
  - 江東（区）のうた - 江東区
  - 渋谷（区）のうた - 渋谷区
    - 初台のうた - 渋谷区

中央区、豊島区、墨田区、台東区の4つのうたは制作されなかった
- 東京都多摩地域（番組内ではもっぱら「都下」と言われる）
  - 三鷹のうた - 三鷹市 ※黒幕の出身地であり、みんなでうたおうZ最後の曲として披露された
  - 小金井のうた - 小金井市
    - 武蔵小金井のうた - 小金井市
    - 東小金井のうた - 小金井市

  - 国分寺のうた - 国分寺市
  - 国分寺のうた（ありがとうの歌） - 国分寺市（2004年トップ得票）
  - 国分寺のうたVer.3（祝 甲子園優勝 & 呼び出されちゃったVer.） - 国分寺市
  - 国立...ブロークンハート - 国立市
  - 立川のうた - 立川市
  - 立川のうたVer.2 - 立川市
  - 昭島のうた - 昭島市
  - 八王子のうた - 八王子市
  - 八王子のうたVer.2 - 八王子市…FUNKY MONKEY BABYSのケミカルが映像にゲスト出演
  - 調布のうた - 調布市
    - 京王多摩川のうた - 調布市

  - 町田のバラード - 町田市
  - 町田のバラードVer.3 - 町田市
    - 成瀬のうた - 町田市…鴨居のうた､十日市場のうたの続編
    - 相原のうた - 町田市

  - メルシー府中 - 府中市
  - 多摩のうた - 多摩市
  - 武蔵野のうた - 武蔵野市
    - 吉祥寺のうた（ジョージ...ON MY MIND） - 武蔵野市
    - 手前味噌で申し訳ありませんが... 吉祥寺のうた - 武蔵野市
    - 武蔵境のうた - 武蔵野市

  - 青梅のうた - 青梅市
  - 日野のうた - 日野市
  - 日の出町のうた - 日の出町
  - 西東京のうた - 西東京市
  - 福生のうた - 福生市
  - 東久留米のうた - 東久留米市
  - 狛江のうた - 狛江市
  - 小平と東村山のうた - 小平市・東村山市…2006年度みんなでうたおうz大賞曲
    - 花小金井のうた - 小平市 ※「花小金井」だが、駅も住所も小金井市ではなく小平市にある

  - 稲城のうた - 稲城市
  - 東大和のうた - 東大和市
  - 奥多摩のうた - 奥多摩町
  - あきる野のうた - あきる野市
  - 清瀬のうた - 清瀬市…『きよしこの夜』の替え歌
  - 羽村のうた - 羽村市
  - 武蔵村山のうた - 武蔵村山市
  - 瑞穂のうた - 瑞穂町
  - 日の出町のうた - 日の出町
  - 檜原村のうた - 檜原村

2014年現在存在する、多摩地区の全市町村（23区と島しょ部を除いた全て）のうたが制作されている。

### 中部地方
北陸地方関連のうたは制作されなかった。
- 山梨県
  - 武田信玄公のうた - 甲府市
  - 笛吹のうた - 笛吹市
  - 市川三郷のうた - 市川三郷町
  - 都留のうた - 都留市
  - 甲斐のうた - 甲斐市
  - 富士吉田のうた - 富士吉田市
- 長野県
  - 諏訪のうた - 諏訪市・下諏訪町
- 岐阜県
  - 岐阜のうた - 岐阜市
- 静岡県
  - 熱海のうた - 熱海市
  - 三島のうた - 三島市
  - 続・三島のうた - 三島市…三島のうたの続編
  - 御殿場のうた - 御殿場市
  - 伊豆の国のうた - 伊豆の国市…三島のうた、続・三島のうたの続編
  - 伊豆（市）のうた - 伊豆市…三島のうた、続・三島のうた、伊豆の国のうたの続編
  - 伊東のうた - 伊東市
  - 裾野のうた - 裾野市
  - 沼津のうた - 沼津市
  - 富士宮のうた - 富士宮市
  - 富士（市）のうた - 富士市
  - 小山町のうた - 小山町

### 近畿地方
- 三重県
  - 津のうた - 津市
- 京都府
  - 京都のうた - 京都市
- 大阪府
  - 大阪のうた - 大阪市
- 兵庫県
  - 神戸のうた - 神戸市

ゲストにDEPAPEPEが出演した際に歌われた。ボサノヴァ調仕立ての一曲で、神戸と横浜のみなとみらい地区（例えば、神戸モザイクとよこはまコスモワールド、神戸ポートタワーと横浜マリンタワーなど）を対比した歌となっている
  - 西宮のうた - 西宮市 ※カンカンが西宮出身のため
- 奈良県
  - 奈良のうた - 奈良市（作詞：中村優）

### 中国地方
- 鳥取県
  - BURNIN'UP バーニンアップ、鳥取 〜鳥取は今、燃えている〜 - 鳥取県
  - さらにバーニンアップ鳥取 - 鳥取県
  - 手前味噌で申し訳ありませんが... バーニンアップ鳥取 - 鳥取県
- 岡山県
  - 岡山のうた - 岡山市
  - 真鍋島のうた - 笠岡市 ※DVD（Ver.7.5）の特典映像にて披露

### 四国地方
四国地方のうたは1つも制作されなかった。

### 九州地方
- 福岡県
  - 福岡のうた - 福岡市
    - 博多のうた - 福岡市博多区
    - 博多の女（ひと）（featuringケイタクVer.） - 福岡市博多区

  - 久留米のうた - 久留米市
- 大分県
  - 杵築のうた - 杵築市 …2013年度みんなでうたおうZ大賞曲
- 長崎県
  - 佐世保のうた - 佐世保市 ※DVD（Ver.6.0）の特典映像にて披露
  - 平戸のうた - 平戸市 ※DVD（Ver.6.0）の特典映像にて披露
- 宮崎県
  - 宮崎のうた - 宮崎県 ※DVD（Ver.5.5）の特典映像にて披露

### 海外
- アメリカ合衆国
  - NEW YORKのうた - ニューヨーク
- ベルギー
  - ブリュッセルのうた - ブリュッセル
- オランダ
  - アムステルダムのうた - アムステルダム

## 大学のうた
（順不同）
- 電通大（電気通信大学）のうた
- 東京工業大学のうた
- 農工大（東京農工大学農学部）のうた
- 神奈川大学のうた

わずか5秒
- 東京外語大（東京外国語大学）のうた

放送直前に諸事情によりお蔵入り。うた自体は完成している幻のうた

## 出演者関連
（順不同）
- サクサカーの歌
- お楽しみ宇宙ボックスの歌
- お楽しみ宇宙袋の歌
- お楽しみ宇宙ボックスevolution 3 SOLAR SYSTEMのうた
- 俺パソのテーマ（セニョリータ、ドンタコス等メキシコをイメージした歌詞が織り込まれている）
- 三鷹市立第二中学校校歌（黒幕の母校の校歌）
- カボチャーマンのうた（三木道三のLifetime Respectに触発されて作った）
- 3年B組坂本先生のうた
- ヴィンセントのテーマ
- ヴィンセントのテーマII
- 木村カエラのテーマ
- 黒幕のテーマ
- 本当の黒幕のテーマ
- 声変わりのうた（このうたを歌ってタイプBのクールな少年系に声変わり）
- ヴィンセントのテーマIII（ディスコVersion）
- 三鷹駅（aikoがゲストに来たとき、黒幕がaikoの「三国駅」にインスパイアされて作った曲）
- LASTSHOOTING（カーリー田中のうた）
- お別れのうた（作詞：木村カエラ）
- 優&ヴィンのうた
- パペットマペットに捧げるうた
- aikoしゃんに捧げるうた
- バット君のテーマ
- つぼ君のテーマ
- DO-BUTSのテーマ
- 恋するDO-BUTS
- ハッピーバースデイ、中村優。
- スガ鹿男のテーマ
- 象さんのテーマ
- 米ックスのテーマ
- 浪人生Neoのテーマ
- カンカンのテーマ
- ゲッシーのテーマ
- 中村優マネージャーのテーマ
- 武内Pのテーマ
- ジョーズ2のテーマ
- 中村優のテーマ（作詞・作曲：中村優）
- DO-BUTSの夏'07
- 中村優と妹のテーマ
- カンカンの歌（作詞・作曲：中村優）
- 浪人生NEOの歌（作詞・作曲：中村優）
- 白井ヴィンセントの歌（作詞・作曲：中村優）
- 米ックスの歌（作詞・作曲：中村優）
- ゲッシーのテーマ（作詞・作曲：中村優）
- NEOラップ（作詞・作曲：中村優）
- 三原勇希のテーマ
- イコママンのテーマ
- 浪人NEXT DOORのテーマ
- インストDE委員会5年間ありがとうのテーマ
- 骨折のうた（三原が骨折した際に披露された）
- コーンマヨネーズパンマンのうた
- 安八先生のうた
- 田中ちゃんのうた
- トミタ栞のテーマ

## アパート関連
- 海底のうた（ザ・ビートルズの「イエロー・サブマリン」からインスパイアされた曲）
- 平成の大改築
- アパートのテーマVer.1.0
- 腐海のブルース

## 交通関連
道路に関する歌の場合は、「ブルース」をつけるのがお約束となっている。
- 中央線旧車両 に捧げるうた…2008年度みんなでうたおうz大賞曲
- 大雄山線のうた
- 綱島街道ブルース
- 首都高横羽線ブルース
- 保土ヶ谷BPブルース
- 矢倉沢往還ブルース
- 首都高川崎線ブルース
- 鎌倉街道ブルース
- アンダーパスのうた ※首都圏各地のアンダーパスの映像が流れ、最後にトミタが自ら撮影した地元高山市のアンダーパスの映像が流れた
- 環状2号線ブルース

## 名曲アルバム
2012年4月から新MCとなったトミタ栞に対し、いきなり新曲披露をせず、ヴィンセント曰く「過去の名曲」をリメイクして披露するもの。そのため、ジゴロウ時代に歌われた曲も「作詞/作曲 白井ヴィンセント」となっている。2012年6月19日放送（新曲の「武蔵小金井のうた」を披露）で、「名曲アルバムは一区切りがついた」としていて、「松戸のうた」を以って終了と見られる。
- 名曲アルバム その1 横浜DeNAベイスターズ応援歌

2004年4月に作られた「横浜ベイスターズ応援歌」をリメイクしたもの
- 名曲アルバム その2 三島のうた - 静岡県三島市

2004年5月に作られた「三島のうた」と、2005年2月に作られた「続・三島のうた」をあわせてリメイクしたもの
- 名曲アルバム その3 メルシー府中 - 東京都府中市

2004年3月に作られた「メルシー府中」をリメイクしたもの
- 名曲アルバム その4 入間と狭山のうた - 埼玉県入間市・狭山市

2004年9月に作られた「入間のうた」と、2004年11月に作られた「狭山のうた」をあわせてリメイクしたもの。2004年当時は入間市と狭山市が合併する方向で協議されていたため、それを意識した内容であったが、後に合併が白紙になったため「アンサーソング」として制作
- 名曲アルバム その5 市原のうた - 千葉県市原市

2007年6月に作られた「市原のうた」をリメイクしたもの。当時は市原悦子（『家政婦は見た!』）を意識した歌詞であったが、その後2011年に『家政婦のミタ』が大ヒットしたため、両者を意識した歌詞に作り変えられている
- 名曲アルバム その6 吉祥寺のうた - 東京都武蔵野市

2005年9月に作られた「吉祥寺のうた（ジョージ...ON MY MIND）」をリメイクしたもの
- 名曲アルバム その7 伊勢原のうた - 神奈川県伊勢原市

2004年9月に作られた「伊勢原のうた」をリメイクしたもの。名曲アルバムでの披露にあわせ、黒幕が大山の単独登山を行い、登頂成功している。
- 名曲アルバム その8 川越のうた - 埼玉県川越市

2006年9月に作られた「川越のうた」をリメイクしたもの
- 名曲アルバム その9 足立（区）のうた - 東京都足立区

2005年3月に作られた「足立のうた」をリメイクしたもの
- 名曲アルバム その10 松戸のうた - 千葉県松戸市

2008年11月に作られた「松戸のうた」をリメイクしたもの

## その他
（順不同）
- ザブン
- ある若き女性サックス奏者のうた
- トウダイ〜1日の終わりのうた
- お兄ちゃんのうた
- 花花ランド（作詞・作曲：木村カエラ）
- サクラ
- ダーツのうた
- ある失恋のうた
- ありがとう
- ちくわぶのうた（かつてコブクロ兄さんたちとやっていた「ちくわ部」という部活のテーマ曲）
- オニ bad smell
- 隠しコマンドのうた（DVD saku*saku Ver.2.0にシークレットトラックとして収録）
- 冥王星のうた
- 卒業
- サンキュー! 九州
- Wake Up!
- 一番くじのうた
- 松原商店のうた
- ラップ・ラピュタ
- suna suna
- キューリのうた
- 梅雨前線のテーマ
- ファイナルメタボファンタジー
- そば派?うどん派?（ナカムラップ）（作詞・作曲：中村優）
- ありがとう（作詞・作曲：中村優）（※前述の「ありがとう」とは別の曲）
- 多摩蘭坂（作詞・作曲：忌野清志郎）
- カッコつけた写真
- クレ〜ンゲ〜ム DE ワ〜ォ♪の歌
- 厚切りベーコンのうた
- ネコのバラード…2010年度みんなでうたおうz大賞曲
- ネコのバラードII
- イヌのバラード
- オムライスのうた
- バン博のテーマ
- ネジに捧げるバラード ※DVD（Ver.7.0）の特典映像にて披露
- 4:3のうた
- 二週遅れのバースデー
- 民宿のうた ※DVD（Ver.7.5）の特典映像にて披露
- つまんなくない歌（トミタ栞とギフト☆矢野によるユニット「ギフミンチュ」による歌）

番組で生まれた歌は「みんなでうたおう」の枠だけにとどまらず、視聴者からの投稿から生まれた「群馬のうた」（群馬県。「お楽しみ宇宙ボックスの歌」の替え歌）やトークから生まれた「都下ちゃんはね」（東京都下。童謡「さっちゃん」の替え歌）、木村カエラがCDをリリースする時の応援歌（横浜ベイスターズの応援歌の替え歌）などがある。